# Muonio kyrkoby
Muonio kyrkoby är en tätort (finska: taajama) och centralort i Muonio kommun i landskapet Lappland i Finland. Orten ligger på östra sidan av Muonio älv mittemot Sverige och passeras av riksväg 21 och E8. Över älven finns en gränsövergång till Sverige och länsväg 404.

## Befolkningsutveckling
| Befolkningsutvecklingen i Muonio kyrkoby 1960–2015 | Befolkningsutvecklingen i Muonio kyrkoby 1960–2015 | Befolkningsutvecklingen i Muonio kyrkoby 1960–2015 | Befolkningsutvecklingen i Muonio kyrkoby 1960–2015 | Befolkningsutvecklingen i Muonio kyrkoby 1960–2015 |
| -------------------------------------------------- | -------------------------------------------------- | -------------------------------------------------- | -------------------------------------------------- | -------------------------------------------------- |
|                                                    |                                                    |                                                    |                                                    |                                                    |
| År                                                 |                                                    |                                                    | Folkmängd                                          | Landareal (km²)                                    |
| 1960                                               | 1960                                               |                                                    | 1 041                                              | 7,90                                               |
| 1970                                               | 1970                                               |                                                    | 1 117                                              | 4,91                                               |
| 1980                                               | 1980                                               |                                                    | 1 207                                              | 5,3                                                |
| 1990                                               | 1990                                               |                                                    | 1 365                                              | 5,51                                               |
| 1995                                               | 1995                                               |                                                    | 1 276                                              | 5,55                                               |
| 2000                                               | 2000                                               |                                                    | 1 285                                              | 5,55                                               |
| 2005                                               | 2005                                               |                                                    | 1 253                                              | 4,9                                                |
| 2010                                               | 2010                                               |                                                    | 1 178                                              | 4,09                                               |
| 2011                                               | 2011                                               |                                                    | 1 213                                              | 4,77                                               |
| 2012                                               | 2012                                               |                                                    | 1 226                                              | 4,77                                               |
| 2013                                               | 2013                                               |                                                    | 1 201                                              | 4,77                                               |
| 2014                                               | 2014                                               |                                                    | 1 159                                              | 4,77                                               |
| 2015                                               | 2015                                               |                                                    | 1 160                                              | 4,81                                               |